# باغشلو
باغشلو هي قرية في مقاطعة خدا أفرين، إيران. عدد سكان هذه القرية هو 25 في سنة 2006.